# リュネヴィル
リュネヴィル （Lunéville）は、フランス、グラン・テスト地域圏、ムルト＝エ＝モゼル県のコミューン。ムルト川とヴズーズ川の合流地点にあり、ナンシーの南東30kmにある。パリからはLGV東ヨーロッパ線で1時間55分ほどである。
古い地名はルナエ＝ヴィラ（Lunae-villa）といった。女神ディアーナ/アルデュイナへの太古の信仰から、月を意味するlunaが含まれていたとされる。最初にこの定住地が歴史に登場したのは10世紀であった。水運を利用した塩の運搬が行われていたことによる。最初のリュネヴィル城が築かれたのも同時期である。ドイツの諸侯が幾度か領有を繰り返した後、最終的にトゥール司教がリュネヴィル伯となったことで決着した。1243年、リュネヴィル伯位はロレーヌ公国の元に渡った。17世紀以降、歴代のロレーヌ公は好んでリュネヴィルに暮らし、町を美しく再建した（首都であるナンシーは行政上の首都として機能した）。画家ジョルジュ・ド・ラ・トゥールはその経歴のほとんどをリュネヴィルで過ごした。1786年、ルイ16世は、リュネヴィル初のシナゴーグ建設の認可を与えている。
1801年2月、リュネヴィルの和約が結ばれ、フランス第一共和政とオーストリアが休戦した。普仏戦争後の1871年、フランクフルト条約が結ばれ、アルザス＝ロレーヌはドイツ領となり、フランスと向かい合う最前線となってドイツ軍が駐屯した。
18世紀、近郊のコミューンであるサン＝クレマン（Saint-Clément）で採れる粘土に目をつけたジャック・シャンブレットが、リュネヴィル焼（Faïence de Lunéville）と呼ばれる陶器と半磁器の生産を始め、市の名をさらに有名にした。

## みどころ
- リュネヴィル城（Château de Lunéville）　-　ロレーヌの小ヴェルサイユ宮殿と呼ばれる。18世紀、ロレーヌ公レオポルド1世とスタニスラス・レシチンスキ公時代に再建が進められた。
- サン＝ジャック教会（Église Saint-Jacques de Lunéville）　-　ロココ様式。スタニスラス公が埋葬されている。
- マルシャン邸
- イタリア劇場

市内にはシナゴーグの他、2箇所のモスクがある。

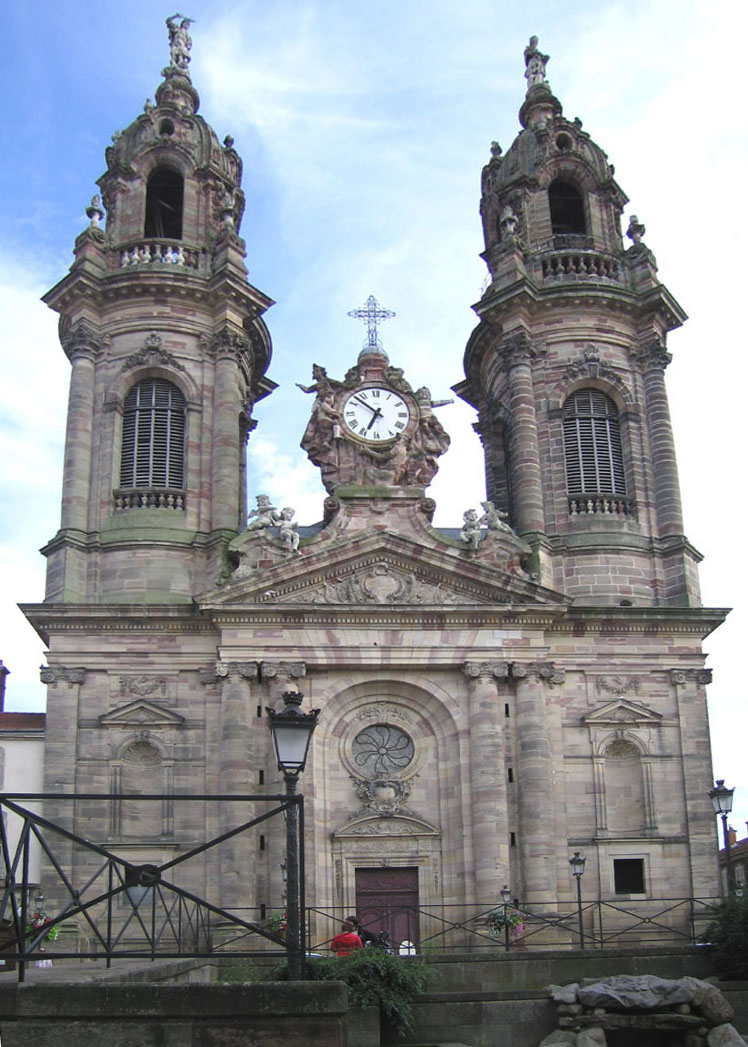
サン＝ジャック教会
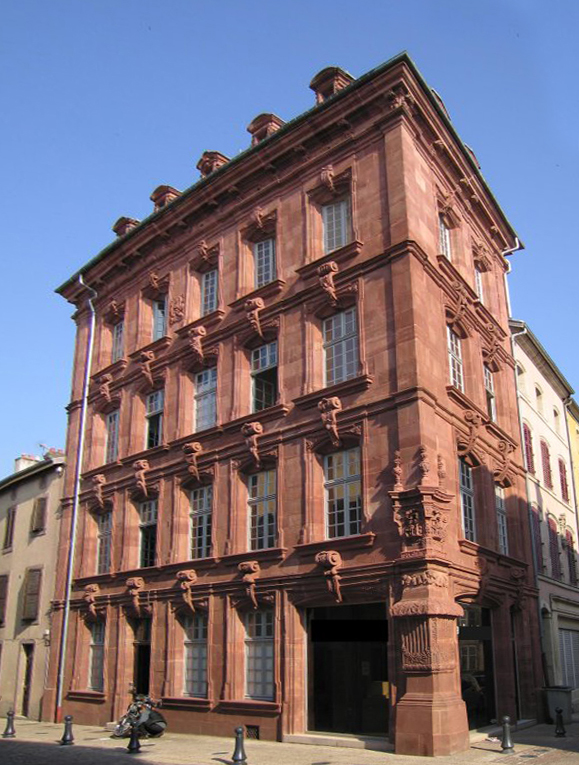
マルシャン邸
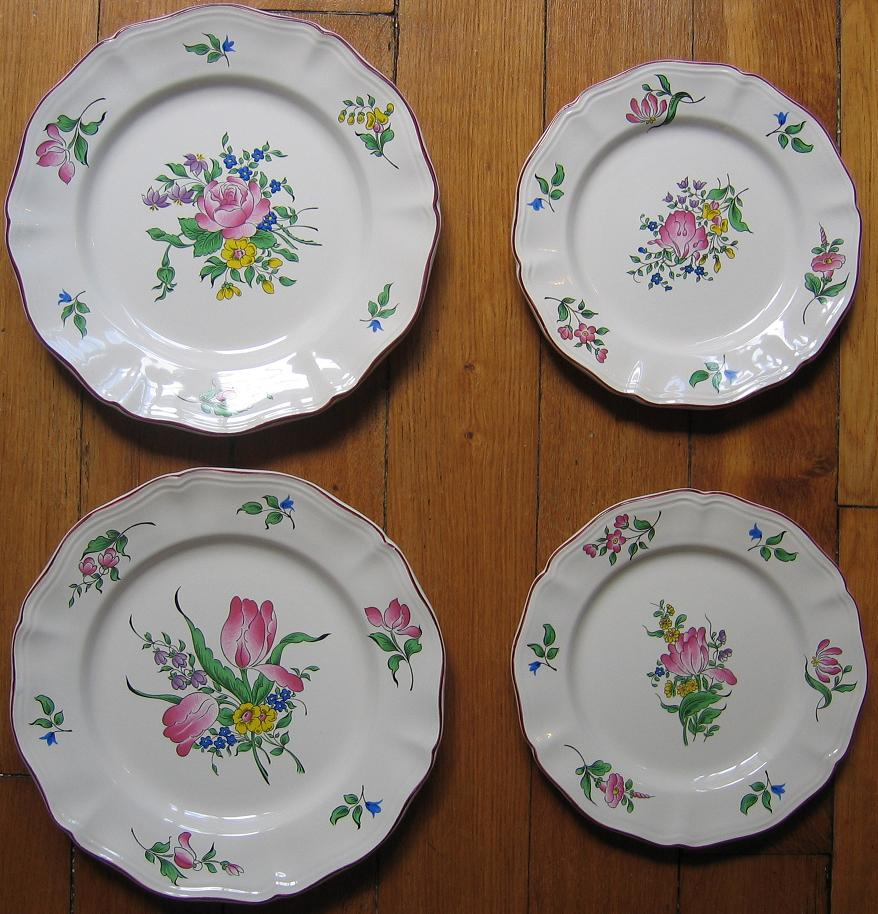
サン＝クレマンで焼かれるリュネヴィル焼

## 姉妹都市
- シュヴェツィンゲン、ドイツ